# Hotel Imperial
Hotel Imperial é um filme estadunidense de 1939, do gênero drama, dirigido por Robert Florey e estrelado por Isa Miranda e Ray Milland.
A produção foi atribulada desde o início, ainda em 1936. Por essa época, Marlene Dietrich deveria ser a heroína, contudo suas constantes brigas com o diretor Henry Hathaway levaram-na a abandonar o projeto, isso depois de ter exigido que todo o roteiro fosse reescrito. As filmagens somente recomeçaram meses mais tarde, com Margaret Sullavan no papel principal. Ela, no entanto, caiu do cavalo enquanto passeava ao lado do set, e acabou com um braço quebrado. O estúdio queria que ela continuasse a atuar usando uma tipoia, mas isso foi demais para Hathaway, que também partiu. La Dietrich fez uma tentativa de retornar, com o diretor Josef von Sternberg a tiracolo, porém a Paramount desprezou-a e chamou Isa Miranda. Isa era um sex symbol na sua Itália natal, mas não sabia inglês, por isso teve de recitar foneticamente suas falas. Para coroar tantos infortúnios, o astro Milland quase morreu durante as filmagens, ao cair do cavalo em uma sequência de carga de cavalaria.
Hotel Imperial é a semirrefilmagem, com o roteiro modificado, da produção homônima de 1927, estrelada por Pola Negri. Outra versão seria feita em 1943 por Billy Wilder, sob o título de Five Graves to Cairo, com a ação transportada para o Egito.

## Sinopse
Estortores da Primeira Guerra Mundial. Anna Warschawska chega a uma pequena cidade na fronteira entre Rússia e Áustria. Seu objetivo é vingar-se do oficial austríaco que ocasionou o suicídio de sua irmã. Dele, ela sabe apenas o número do quarto em que está hospedado, por isso emprega-se como arrumadeira no hotel. Enquanto tece seu plano, Anna também posa como modelo, o que chama a atenção do General Videnko, amante de pinturas, e conhece o Tenente Nenassey, que ela julga ser o traidor que procura.

## Elenco
| Ator/Atriz      | Personagem       |
| --------------- | ---------------- |
| Isa Miranda     | Anna Warschawska |
| Ray Milland     | Tenente Nenassey |
| Reginald Owen   | General Videnko  |
| Gene Lockhart   | Elias            |
| J. Carrol Naish | Kuprin           |
| Curt Bois       | Anton            |
| Henry Victor    | Sultanov         |
| Albert Dekker   | Sargento         |
| Betty Compson   | Soubrette        |